# Gabriel Michalik
Gabriel Michalik (ur. 5 sierpnia 1974 w Warszawie) – polski dziennikarz i autor opowiadań.
Syn aktorki i pisarki Joanny Keller-Michalik i aktora Stanisława Michalika.
Publikował na łamach m.in. „Tygodnika Solidarność”, „Expressu Wieczornego”, „Życia Warszawy”, „Życia”, „Gazety Wyborczej”, „Rzeczpospolitej”, „Tygodnika Powszechnego” oraz „Gazety Polskiej”.
Autor korespondencji z krajów byłej Jugosławii i Albanii z czasów wojny domowej, zbioru reportaży O miłości, śmierci i bitnej piekarzowej oraz – wspólnie z Marią Szyszkowską – tomu W poszukiwaniu własnej drogi – rozmowy o polityce religii i szczęściu.
Mieszka w Warszawie i w Karnkowie.

## Twórczość
- O miłości, śmierci i bitnej piekarzowej, „Prometeusz”, Warszawa, 2002, ISBN 83-916550-5-9
- W poszukiwaniu własnej drogi – rozmowy o polityce, religii i szczęściu, tCHu doM wYdawniczy, Warszawa, 2007, ISBN 978-83-89782-34-2 (wspólnie z Marią Szyszkowską)
- Hamlet w stanie spoczynku. Rzecz o Skolimowie, Wydawnictwo Iskry, Warszawa, 2011, ISBN 978-83-244-0145-1
- Danuta Szaflarska. Jej czas, Wydawnictwo Agora SA, Warszawa, 2018
- Kaszpirowski. Sen o wszechmocy, Wydawnictwo Agora SA, Warszawa, 2020